# 캘럼 키스 레니
캘럼 키스 레니(Callum Keith Rennie, 1960년 9월 14일 ~ )는 캐나다의 배우이다.

## 출연 작품
- 블레이드 3
- 픽쳐 클레어
- 스피벳: 천재 발명가의 기묘한 여행 - 아빠 역
- 라이드: 나에게로의 여행 - 팀 역
- 마를렌 이야기 - 패스트 프레디 역
- 그레이의 50가지 그림자 - 레이 스틸 역
- 본 투 비 블루 - 딕 역
- 인 투 더 포레스트 - 로버트 역
- 워크래프트: 전쟁의 서막 - 모로즈 역
- 웨잇 틸 헬렌 컴즈
- 직쏘 - 할로란 형사 역
- 원펀치 2 - 하이람 카인 역
- 50가지 그림자: 해방 - 레이 스틸 역